# 氯酸亚铊
氯酸亚铊是一种无机化合物，化学式TlClO3，剧毒。

## 制备
氯酸亚铊由氢氧化亚铊和氯酸反应得到。

## 化学性质
氯酸亚铊在空气中稳定，但受热分解：
{\displaystyle \mathrm {7\ TlClO_{3}\longrightarrow 3\ Tl_{2}O_{3}+TlCl+6\ ClO_{2}} }
它在196℃发生爆炸。